# イリオス (不動産)
株式会社イリオスは東京都新宿区西新宿に本社を置く事業向け不動産会社。

## 概要
1996年に設立。事業用不動産・オフィス・貸店舗などを専門に扱う不動産会社である。対応エリアは全国ではあるが、主に東京都をはじめ、神奈川県・埼玉県・千葉県など首都圏を中心に、2012年に大阪事務所を設立後は西日本エリアにも展開し、2016年に沖縄事務所も開設した。

## 沿革
- 1996年　創立
- 1998年　株式会社イリオスに商号変更
- 2002年　100%出資子会社「株式会社総合施設管理」創立
- 2005年　資本金1億円に増資
- 2008年　100%出資子会社「商業マーケティングシステム株式会社」創立
- 2009年　イリオスを中心とした企業グループ「株式会社TCPC（ホールディングス）」創立
- 2012年　大阪事務所開設
- 2013年　M&A事業を行う「アイアールアイM&Aコンサルティング株式会社」創立
- 2016年　本社を新宿区西新宿に移転　[1]
- 2016年　沖縄事務所を開設
- 2018年　大阪事務所を大阪市北区梅田に移転　[2]

## 事業所
- 本社・SC事業部・全国営業部（東京都新宿区）
- 大阪事務所（大阪府大阪市北区）
- 沖縄事務所（沖縄県那覇市）

## 主要関係会社
- 株式会社総合施設管理
- 商業マーケティングシステム株式会社（2017年10月に解散）
- 株式会社TCPCホールディングス
- アイアールアイM&Aコンサルティング株式会社